# Guineu
|  | Per a altres significats, vegeu «Guineu (desambiguació)». |

|  | Aquest article tracta sobre les guineus en general. Vegeu-ne altres significats a «Guineu roja». |

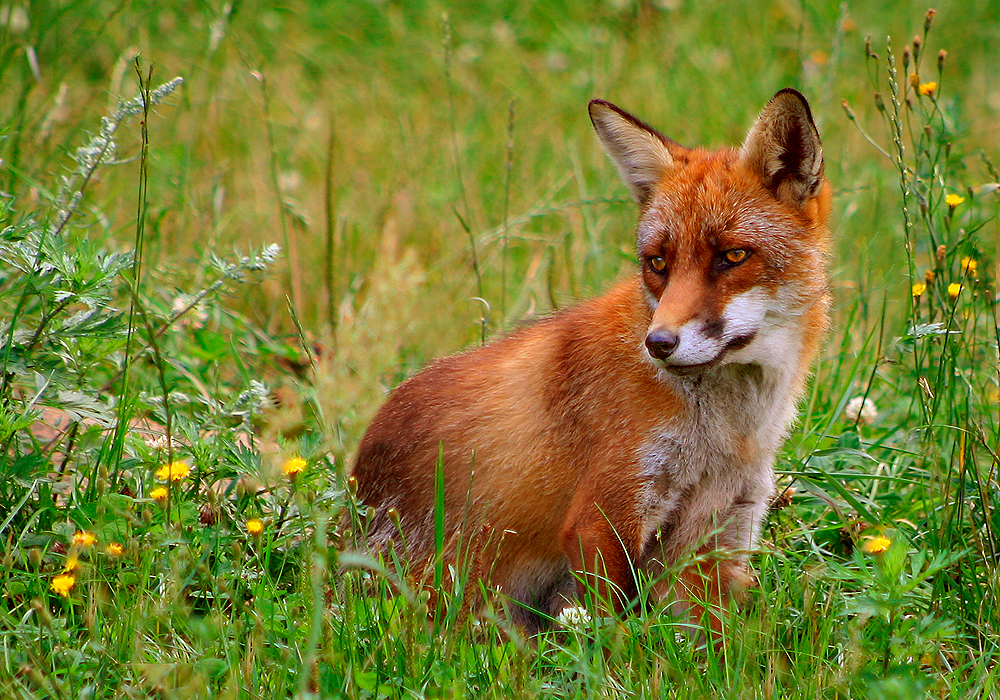
Guineu roja

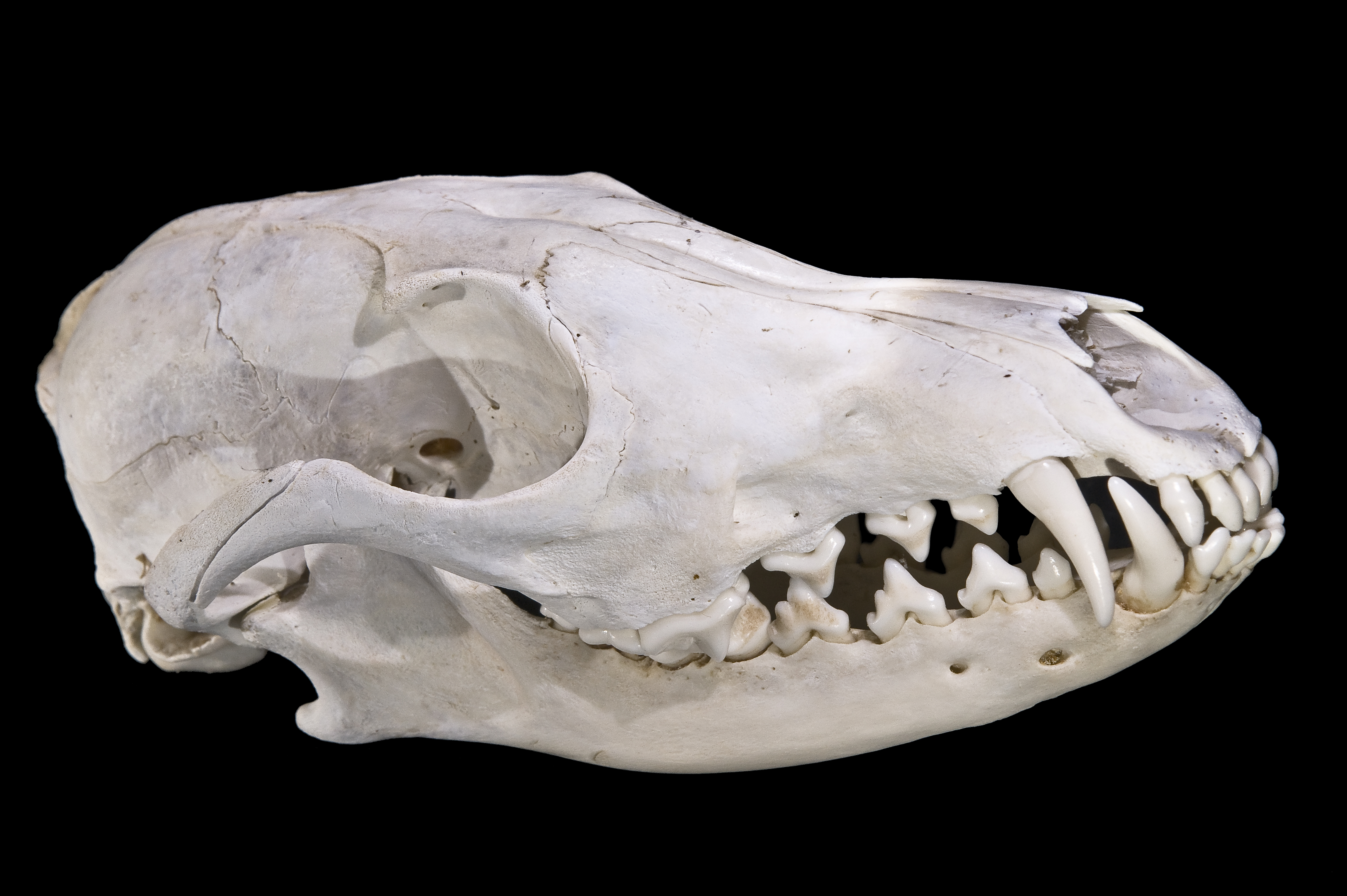
Vulpes vulpes- Crani

La guineu, guilla, rabosa o raboa (antigament renard, volp o guinarda) és un mamífer de l'ordre dels carnívors i de la família dels cànids (Vulpes sp), d’orelles dretes i punxegudes, cap triangular, cos esvelt, de devers 60 cm de llarg, de pèl rogenc, cua llarga i grossa i pelatge suau.
El nom guineu no té valor taxonòmic, sinó que pot designar diverses espècies que no pertanyen a un mateix grup sistemàtic. La seva semblança és deguda a una evolució convergent que els ha fet adquirir un aspecte similar. Cal distingir les guineus autèntiques (que formen un grup propi dins de la família dels cànids) dels altres cànids que només reben el nom de «guineu» per la seva semblança física i que en realitat pertanyen a un grup més proper als gossos. Actualment estan representades per unes 27 espècies que es troben en gairebé tots els continents, encara que la més estesa és la guineu roja o guineu comuna (Vulpes vulpes), que habita Europa i Nord-amèrica. Altres guineus importants són la guineu roja (V. fulva), la guineu àrtica (Alopex lagopus) també coneguda com la guineu polar, la guineu grisa i la guineu grisa de les illes Santa Bàrbara.

## Etimologia
El nom científic és Vulpes vulpes i el seu origen significa també guineu en llengües indoeuropees.
El mot llatí vulpes visqué en català medieval com a volp. Actualment aquest mot ha desaparegut i predomina guineu i rabosa, amb l’addició del català pirinenc guilla. El terme més antic és guineu, documentat des del segle xiii i usat pels escriptors de tot el domini (Antoni Canals, Sant Vicent i Ausiàs March, entre altres). El català guilla i el masculí guillot, d'època medieval, són propis de la Cerdanya. Tant guineu com guilla procedeixen de noms propis de dona d’origen germànic, probablement són una mena de tabú per evitar de nomenar aquest animal, tan temut pels pagesos, amb el nom genuí (volp). En canvi, rabosa és parenta del castellà-portuguès. Apareix a començament del segle XV; es troba a Sant Vicent Ferrer, que també empra guineu, i en la majoria dels escriptors valencians i meridionals (Jaume Roig, Curial), també es troba a la part est del català occidental i a Mallorca (on diuen raboa).
Joan Coromines, al Diccionari etimològic manual de la llengua catalana, identifica guineu, mot original del català del segle XIII, amb un origen incert, però germànic: el gui- inicial suposa germanisme; d’altra banda, com que el gènere femení de guineu, i la singular terminació -eu, només poden venir de la terminació germànica -hild —que és típica de noms de persona femenins—, ho identifica amb el nom germànic Winidhild; un nom poc corrent, però famosíssim a la Catalunya comtal, ja que guilla [s. XIII] correspon també a un nom de dona germànic Wisila o Wisilo. I afirma que aquests noms de dona coincideixin amb dues comtesses cèlebres: Winidhild, la muller de Guifre I, fundador de Casal de Barcelona, i Wisila, la muller del comte Guifre I de Cerdanya (comtat que comprengué Conflent, Berguedà, etc.), en curiosa coincidència amb les regions on són populars respectivament l’un i l’altre terme, cosa que, segons Coromines, pot explicar que precisament en elles es tingués la idea d’aplicar aquests pseudònims a l’animal, prenent-los com a símbol de la prudència i astúcia femenines.

## Característiques generals

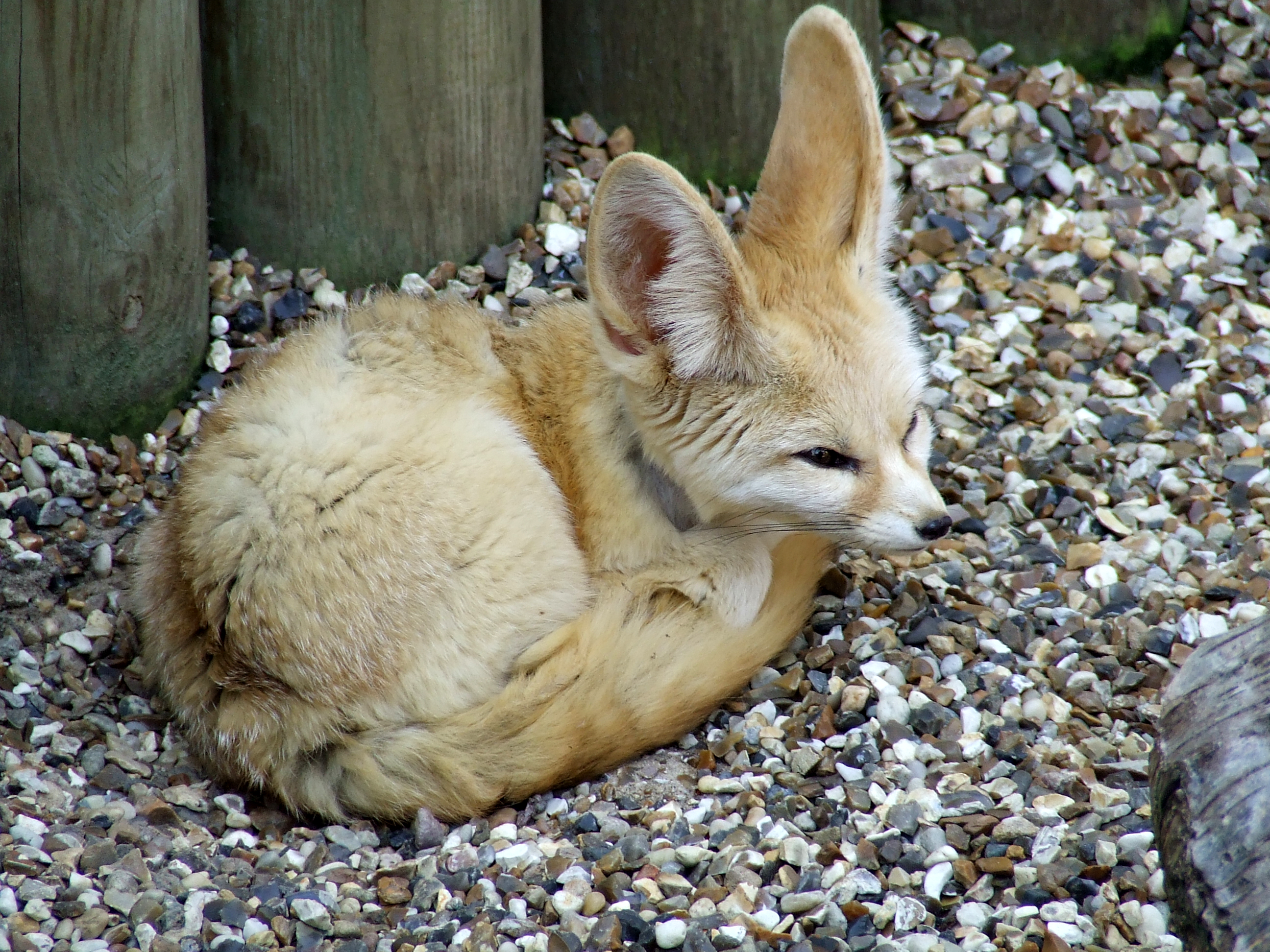
El fennec (Vulpes zerda) és un mamífer carnívor de la família dels cànids. Viu als deserts del nord d'Àfrica i el Sinaí. És el cànid més petit del món].

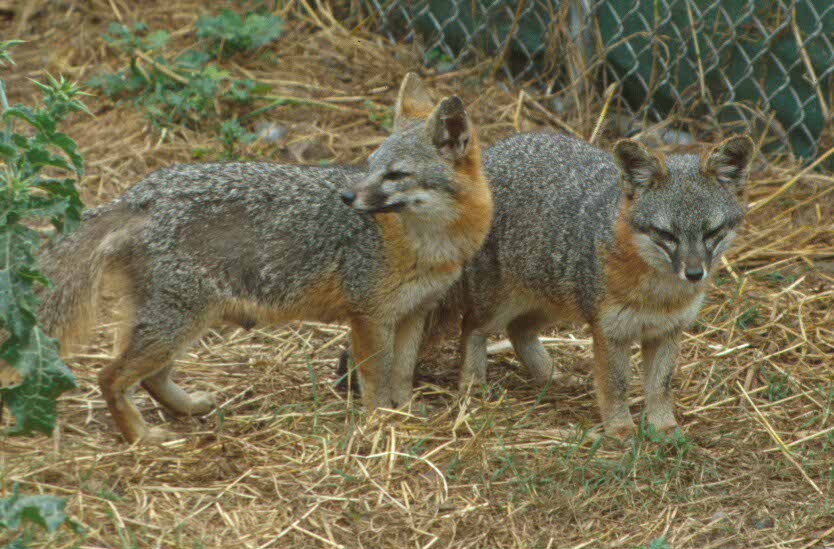
La guineu grisa de les illes Santa Bàrbara (Urocyon littoralis) és una petita guineu endèmica de sis de les vuit illes Santa Bàrbara de Califòrnia.

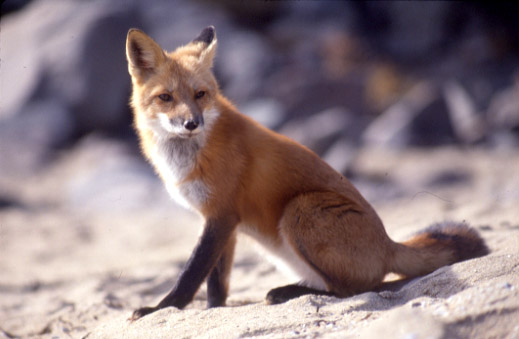
Una guineu roja, l'espècie més comuna.

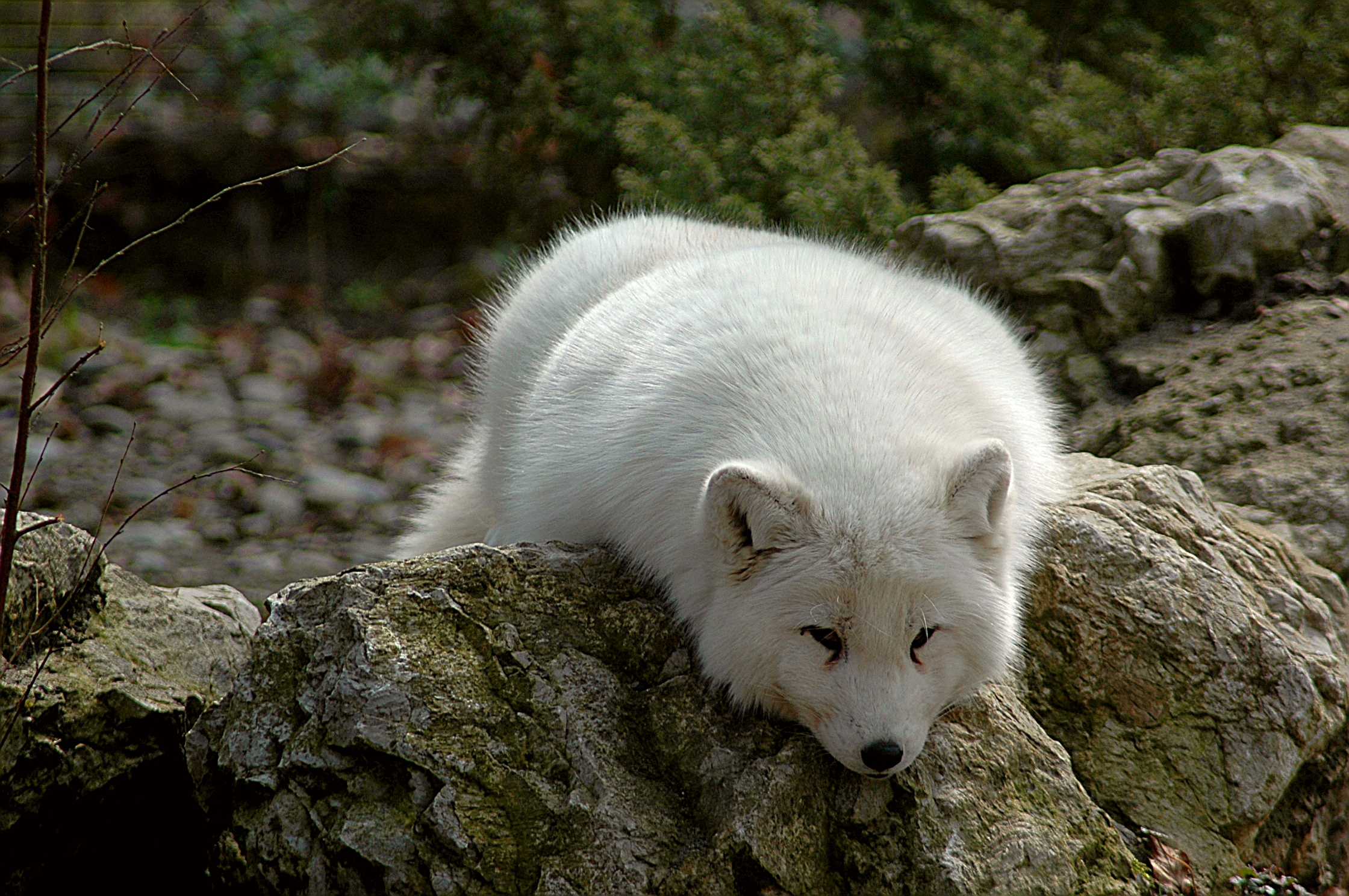
Guineu àrtica

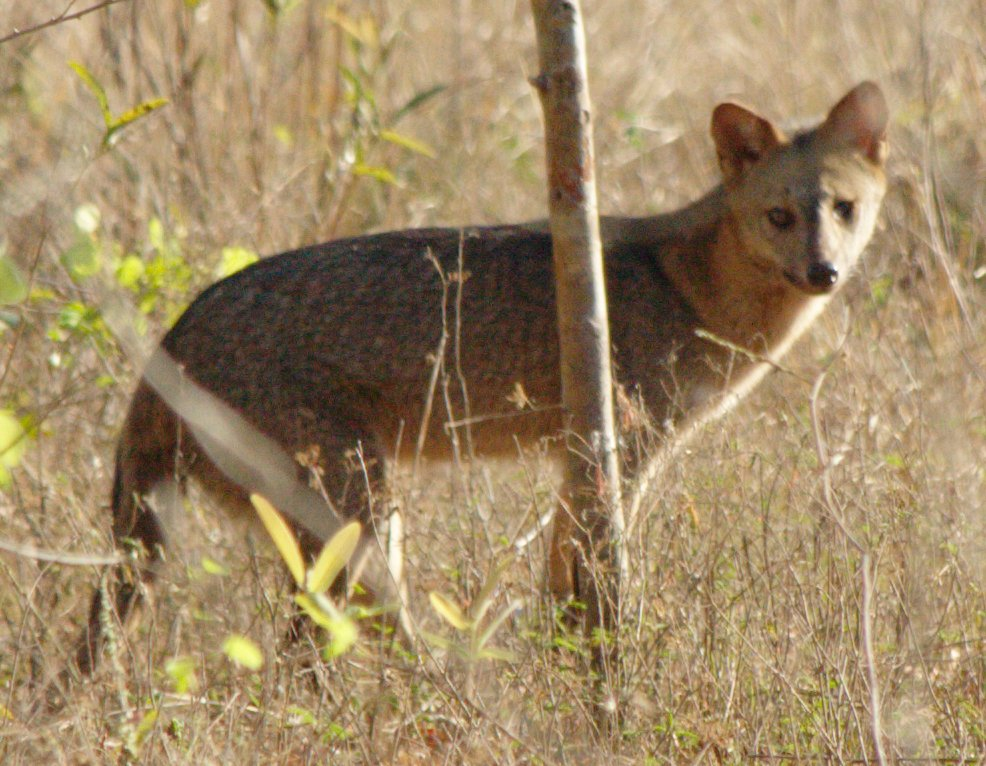
Guineu menjacrancs (Cerdocyon thous) és un cànid que té una àmplia distribució a Sud-amèrica.

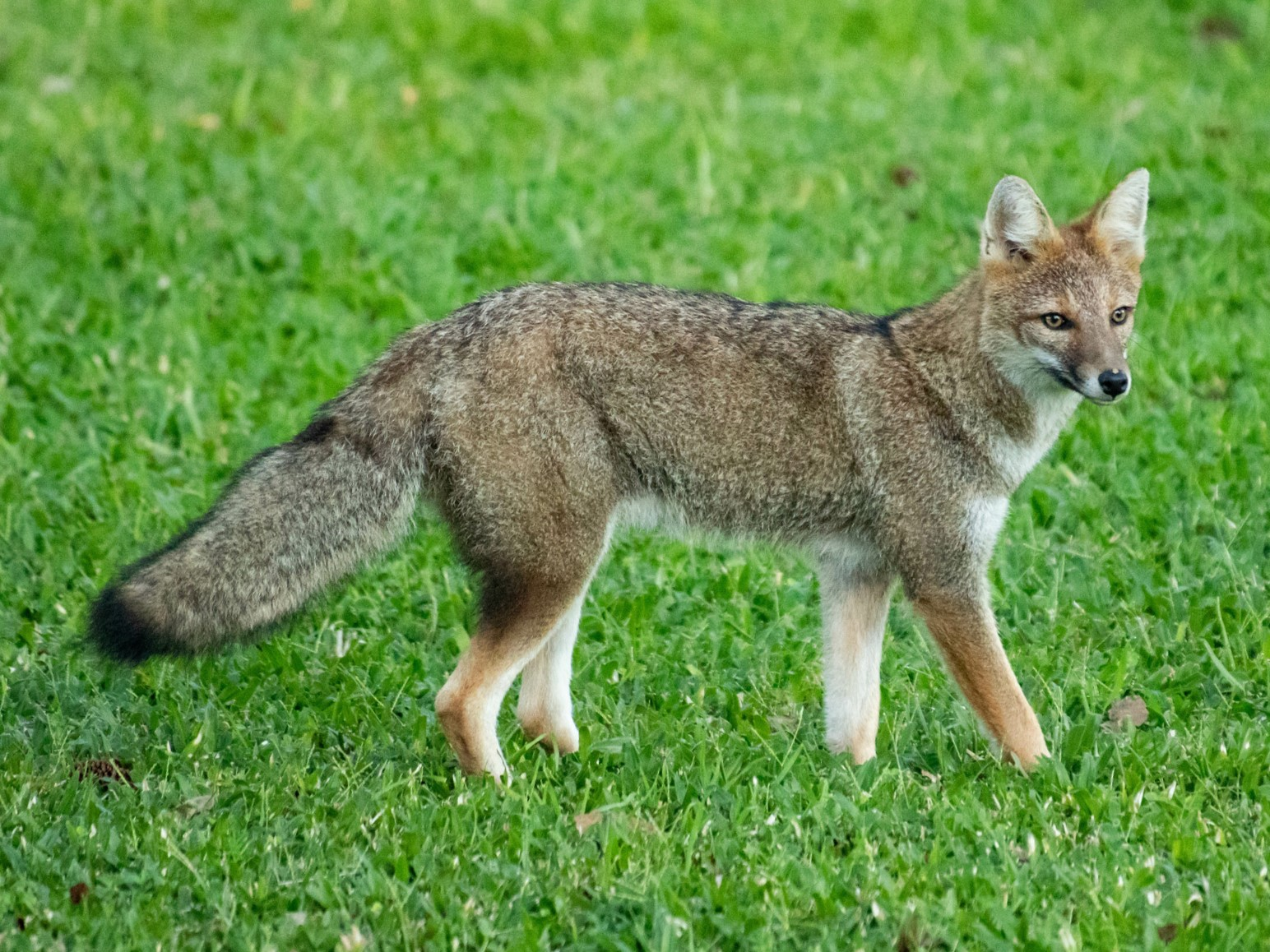
La guineu d'Azara (Lycalopex gymnocercus) és una espècie de cànid sud-americà

### Distribució
La guineu ocupa pràcticament des d’Europa Occidental fins al Japó. També és present a Austràlia perquè els colons anglesos la van introduir amb finalitats cinegètiques al segle xix. Als països catalans és una espècie molt comuna i abundant que es distribueix per tot el territori, exceptuant les illes Balears i és present a totes les altituds, des de la vora de la mar fins als cims més alts.

### Descripció
La guineu és un cànid de grandària mitjana. La longitud del cos (cap inclòs) és de 55-85 cm, la de la cua de 28-46 cm, la de l’orella de 7-11 cm i la del peu de 11-18 cm. Els mascles són una mica més grans que les femelles. El pelatge és llarg i brillant, habitualment de color vermellós. Destaca el seu pelatge dens, brillant, marronós i lleugerament rogenc, que culmina en una llarga cua que arriba a fer fins a 45 cm. Pesa entre 4 i 7 kg. En destaquen dues característiques típiques: el musell és allargat i punxegut i les orelles llargues i triangulars. Tenen un molt bon olfacte i oïda que pot captar sons de baixa freqüència i una relativa bona vista ben adaptada per veure-hi en la foscor nocturna. Té una mandíbula forta, amb quaranta-dues dents esmolades que li faciliten la cacera. La guineu és més petita que el llop; els mascles adults pesen al voltant de 5 Kg, mentre que les femelles adultes pesen entre 3 i 4 Kg.
La majoria de guineus viuen entre dos i tres anys, encara que poden arribar a aconseguir els deu anys, o fins i tot sobrepassar aquesta edat en captivitat. Són generalment més petits que altres membres de la família dels cànids, com ara llops, xacals i gossos domèstics. Altres característiques físiques varien segons el seu hàbitat. Per exemple, la guineu del desert té llargues orelles i pelatge curt, mentre que la guineu àrtica té petites orelles i un dens pelatge.

### Hàbitat
La guineu es pot trobar a tot tipus d’ambients, des de les regions àrtiques i els boscos de les regions boreals fins els espais oberts dels deserts. Fins i tot a algunes zones s'ha adaptat als medis completament humanitzats, com al vorals o el centre de grans ciutats on treu profit de les escombraries i d'altres productes de l’activitat humana. A la Península Ibèrica es troba des del nivell del mar fins l’alta muntanya (és freqüent trobar rastres a la neu als pics dels Pirineus, a més de 3.000 m d’altitud).
Els límits del territori se'ls comuniquen d’uns a altres per mitjà de senyals olfactius, tant a base d’orina i excrements com de secrecions de diverses glàndules, entre les quals són ben conegudes les interdigitals i la glàndula o òrgan violeta, situat al dors de la base de la cua. Excaven els seus caus a la terra, encara que és freqüent que utilitzin els abandonats per altres animals, com teixons i conills; també és habitual que utilitzin coves naturals i construccions humanes abandonades.
Té un comportament més aviat crepuscular i nocturn. De dia sol mantenir-se amagat entre la vegetació o al seu cau. Amb tot se les pot veure de dia si  plovisqueja o si el cel és cobert.

### Alimentació
És omnívor, la femella en èpoques de cria és més voraç que el mascle. És un carnívor oportunista que inclou fonamentalment aquells recursos més abundants o més fàcils d’obtenir a cada moment; com el conill de bosc, rates i ratolins, carronya d’ungulats domèstics i salvatges, nombroses espècies d’aus, rèptils, peixos, invertebrats i fruits variats. En funció de l’època de l’any, varia el tipus d’aliment que consumeix. A l’àrea mediterrània, el conill de bosc és la font d’aliment que més biomassa aporta, en canvi al nord d´Europa són els micromamífers, tot i que les escombraries i la carronya poden constituir la principal font d’aliment.

### Reproducció
La maduresa sexual l’assoleix durant el primer any de vida. La guineu només té un període de zel a l’any que dura d’1 a 6 dies. Normalment, l’aparellament es produeix durant els mesos de gener i febrer a les regions de clima temperat. El zel es produeix entre el gener i el febrer. Després d’uns 50 dies de gestació, el part té lloc als mesos de març o abril. Neixen de tres a set cadells que pesen uns cent grams. Neixen cecs i obren els ulls a les dues setmanes de vida. L’alletament dura un mes i mig i s'independitzen a la tardor.

### Comportament
Fins fa poc se la considerava una espècie completament solitària. No obstant, estudis recents indiquen que existeix una relació social complexa, formada per parelles de guineus adultes o, fins i tot, per petits grups d’un mascle i algunes femelles. La caça la duen a terme en solitari. Les guineus joves, sobretot els mascles, es dispersen cap a finals d’estiu o principis de tardor i es podent desplaçar fins a 40 km de distància.

### Domesticació
Les guineus són normalment molt previngudes cap als humans i no s'empren com a mascotes. No obstant això, en un programa de reproducció selectiva realitzat durant diverses dècades, un grup de científics russos liderat pels germans Nikolai i Dmitri Beliàiev, després dirigit per Liudmila Trut, després d'algunes dècades de selecció artificial va aconseguir produir exemplars de gran afabilitat cap a les persones, capaces de remenar la cua, respondre a les carícies, expressar el seu afecte gemegant o llepant als seus amos, així com seguir i respondre a les seves ordres. A partir de la novena generació, a més dels canvis de conducta, es van registrar canvis morfològics com orelles pèndules fins als tres mesos de vida, pelatge clapejat i cues enroscades. Un altre cas documentat de domesticació de guineus va correspondre als indis Selknam. Aquesta varietat es coneixia com a Gos yagan.

## Conservació
En alguns països les guineus són una seriosa plaga. A Austràlia, per exemple, les guineus roges (Vulpes vulpes), que van ser introduïdes per l'home en el segle xix, són probablement l'animal invasiu més nociu, sent responsables de més extincions que fins i tot els gats i els conills. Irònicament, algunes varietats de guineus en altres parts del món han estat declarades espècie en perill d'extinció.
Les guineus poden ser molt útils per a propòsits agrícoles. Han estat emprades per controlar plagues en granges fructícoles, deixant la fruita intacta.

## Classificació
S'inclouen les guineus els següents gèneres:
- Cerdocyon
- Dusicyon †
- Lycalopex
- Pseudalopex
- Urocyon
- Vulpes

## Aspectes culturals
La guineu, com el llop, ha suscitat un bon grapat de faules i llegendes. Es tracta d'un animal arrelat a les diferents cultures i protagonista de la literatura infantil i de la mitologia popular. Se'l considera intel·ligent, astut i amb fama d'intentar enganyar als altres. Les guineus són un símbol d'astúcia com a les faules d'Isop, per exemple La guineu i la cigonya. El mateix caràcter traïdor està present als kitsune japonesos o als contes al·legòrics medievals, que van inspirar el Llibre de les bèsties de Llull o el cicle de Roman de Renart. Igualment, un dels antagonistes de Pinotxo de Collodi adopta també la forma d'una guineu. Més positiva es presenta la guineu de El Petit Príncep o les dels dibuixos animats infantils.
Quan la guineu (o guilla) no les pot haver diu que són verdes és una faula d'Isop que té el sentit del despit o de menyspreu per a allò que no podem aconseguir i que ens fóra plaent de tenir. La faula conta que una guilla o guineu afamada es mirava amb afany els verolats raïms d'una parra, però aquesta era molt alta; amb un salt no hi havia pas manera d'arribar-hi. Veient que l'empresa era impossible, portada per un gest de desdeny, la bèstia, en lloc de doldre's de no arribar-hi, va exclamar que eren verds.